# A szörnyű menyasszony
A szörnyű menyasszony (eredeti címén The Abominable Bride) a Sherlock című brit televíziós sorozat tizedik epizódja. Ez az epizód nem illeszkedik szorosan a sorozathoz, ugyanis inkább egyfajta karácsonyi különkiadás, mely egy új idősíkban, az eredeti novellák idején, az 1890-es évek viktoriánus Londonjában játszódik. A történet alapjául Sir Arthur Conan Doyle „A Musgrave-szertartás” című novellája szolgált, és ebből a műből idézték az epizód címét is.
Ebben a részben Sherlock az elmepalotájába menekülve játssza végig annak a menetét, hogyan lehetséges az, hogy Moriarty professzor mégis visszatért, annak ellenére, hogy látta őt meghalni.
2016. január 1-jén mutatták be a BBC-n. 

## Cselekmény
Az előző epizód végén láthattuk, hogy Jim Moriarty visszatért, méghozzá annak ellenére, hogy mindenki úgy hitte, halott. Mivel azonban csak videóüzenet formájában kommunikál, ebben senki nem lehet egészen biztos. Ezt követően rögtön a viktoriánus kori Angliába csöppenünk. Dr. John Watson, aki tábori orvos volt a második angol-afgán háborúban, sérülése miatt hazatér Londonba. Egykori diáktársa mutatja őt be Sherlock Holmes-nak, a különc nyomozónak, aki felajánlja neki, hogy béreljenek együtt egy lakást a Baker Street 221B szám alatt.
Néhány évvel később, 1895-ben a páros már hosszabb ideje együtt dolgozik. Karácsony van, Dr. Watson legújabb novellája, „A kék karbunkulus” épp most jelent meg, amelyben főbérlőjük, Mrs. Hudson is szerepet kap – csak épp annyira csekélyt, ami nem tetszik neki. Watson számos történetüket megírta már, egyet azonban felidéz, mint a legmegrázóbb esetet: a szörnyű menyasszony esetét. Lestrade felügyelő keresi fel őket egy érdekes rejtéllyel: Emelia Ricoletti, egy tüdőbeteg menyasszony az előző nap lövöldözött az erkélyéről, majd a szájába vett egy pisztolyt és öngyilkosságot követett el. Csakhogy aznap este az éppen egy ópiumbarlangból távozó Mr. Ricolettit a még mindig menyasszonynak öltözött Emelia lelőtt, majd eltűnt a ködben. Sherlockot érdekli, hogyan lehetett a nő életben, ezért elvállalja az ügyet. A hullaházban Dr. Hooper (férfinak öltözve) megerősíti, hogy a tettes, az áldozat, és az egyik ott fekvő hulla Emelia Ricoletti, aminek hatására Sherlock elveszti az érdeklődését, és miután a gyilkosságok folytatódnak, kijelenti, hogy az elkövetők egyszerű utánzók.
Hónapokkal később Mycroft Holmes, Sherlock bátyja (aki ebben a történetben rettenetesen kövér), kéri, hogy vállaljanak el egy ügyet. Sir Eustace Carmichaelt halálosan megfenyegették, egy postai úton, narancsmagokkal átadott rejtjelzett üzenetben, állítja a felesége. Sir Carmichael ettől kezdve éjszakánként felriad, mert látja a gyilkos menyasszonyt, a felesége viszont állítja, hogy nem láthatott semmit. Egy éjjel viszont találkoznak vele mindketten a ház kertjében, és a nő halállal fenyegeti meg Sir Carmichaelt. Sherlock és Watson a házukhoz mennek, ahol a férfi már határozottan tagadja, hogy bármi történt volna, és szerinte a felesége rémeket lát. Aznap este találkoznak a szellem-menyasszonnyal, aki eltűnik, majd üvegcsörömpölést hallanak, aztán Sir és Lady Carmichael sikoltását. Sir Carmichaelt megölték, a jelek szerint Emelia szelleme, aki a betört ablaküvegen át szökött meg. Lestrade az elkövetés eszközén, a tőrön, talál egy üzenetet. Az üzenet mindössze annyi: „Hiányoztam?”, ami ugyanaz, mint amit a jelenkor idősíkjában Moriarty üzent. Sherlock szerint az ügy innentől kezdve olyan egyszerű, hogy még Lestrade is meg tudja oldani, ezért meditálni kezd. Megjelenik előtte Moriarty szellemképe, aki inzultálja hősünket, amiért nem képes megfejteni, hogy lehet valaki életben annak ellenére, hogy öngyilkos lett. Rávilágít, hogy ő is pontosan ugyanazt tette, mint a menyasszony, majd főbe lövi magát – és életben marad. A döbbent Sherlockkal közli, hogy sosem a zuhanás öli meg az embert, hanem a földet érés.
Egy pillanatra visszatérünk a jelenbe, ahol is kiderül, hogy az egész történet Sherlock elmepalotájában zajlik. Sherlock bedrogozta magát, és önkívületi állapotban a Ricoletti-ügy megfejtésén dolgozott, mielőtt magához tért. Bár Watson óva inti ettől, újra be akarja drogozni magát, hogy a végére járjon a történetnek. Ezután újra kiüti magát.
Sherlock a viktoriánus Angliában tér magához, ahol Watson ébreszti fel – ebben a világban a jelen eseményei voltak kokain hatása alatti hallucinációk, amelyekből most felébredt. Mrs. Watson üzent nekik, hogy megtalálta Emelia összeesküvő-társait egy fel nem szentelt templomban (Mycroft kérésére, aki titokban rajta keresztül felügyeli a testvérét). Ezek a nők egy női jogokért harcoló összeesküvő csoport tagjai, és köztük van Dr. Hooper, Janine Hawkins, és Watson szobalánya is. Holmes kikövetkezteti, hogy ők rendezték meg Emelia halálát, hogy aztán a nő megölhesse a férjét, megteremtve ezzel a bosszúálló menyasszony legendáját. Mivel úgyis halálos beteg volt, nem volt nagy kockázata a tettének, így öngyilkos lett, majd a hamis holttestet kicserélték az övére, így Sherlock és Watson már csakugyan a valódi holttestre bukkanhattak a hullaházban. A bosszúálló menyasszony alteregóját használva ezek a nők aztán szabadon gyilkolhatták meg azokat a férfiakat, akik ártottak nekik. Sherlock kikövetkezteti, hogy Lady Carmichael volt az, aki a férjét eltette láb alól. A beérkező menyasszonyt éppen készül leleplezni, ám amikor hátrahajtja a fátylat, döbbenten látja, hogy az alatt Jim Moriarty van.
Ezután látszólag a jelenben ébred fel Sherlock, ahol ki akarja ásatni Emmelia koporsóját, mert úgy véli, a dublőr alatta van, és ez igazolná a teóriáját. Valójában azonban az elmepalotája rabja lett, és nem tud belőle kijutni. A múltbeli Sherlock összecsap Moriarty professzorral a Reichenbach-vízesésnél, ahonnét Watson menti ki, lelökve a vízesésbe a főgonoszt. Sherlock rájön, hogy az egyetlen kiút, ha ő is leugrik, és bízik abban, hogy túléli a zuhanást (hiszen nem a zuhanás öli meg, hanem a földet érés). Valóban így is történik, Sherlock magához tér a repülőn, a történtekből pedig kikövetkeztette, hogy akárcsak Emmelia Ricoletti, úgy Moriarty is meghalt, viszont alaposan felkészített másokat, hogy halála után vegyék át a helyét.
Az epizód végén a viktoriánus kori Sherlock mesél olyan fantasztikus jövőbeli találmányokról a szkeptikus Watsonnak, mint a repülőgép vagy a mobiltelefon. Ezután címet adnak az új novellának, amely a velük történteket örökíti meg.

## Érdekességek
- Az epizód eleje a viktoriánus kori újrafeldolgozása a legelső, „Rózsaszín tanulmány” című rész bevezető képsorainak.
- Watson novelláját, „A kék karbunkulus”t valójában Sir Arthur Conan Doyle írta. Ugyanakkor Doyle a történeteit mindig John Watson szemszögéből írta meg, ennek fényében tehát helyes az itteni ábrázolás.
- A narancsmagokkal történő üzengetés utalás „Az öt narancsmag” című novellára.
- Sherlock és Moriarty között a végső leszámolásra a Reichenbach-vízesésnél kerül sor, ott, ahol az a klasszikus történetekben is történik.
- Mycroft testsúlya az epizód során állandó élcelődések tárgya. Ennek oka, hogy „A görög tolmács” című történetben a karaktert úgy írta le Sir Arthur Conan Doyle, hogy „Mycroft Holmes erősebb, testesebb ember volt, mint Sherlock. A teste volt igazán kövér, az arca – bár az sem volt sovány, inkább hegyes – emlékeztetett öccsének jellegzetes, kifejezésteli ábrázatára. A szeme nagyon világos, kékesszürke, mindig olyan távolba néző és befelé látó, amilyennek néha Sherlock Holmesét láttam, a legnagyobb szellemi erőfeszítés pillanataiban.”[1] Az alkotók éltek a lehetőséggel, és próbálták olyannak megformálni Mycroftot, mint ahogy a klasszikus történetekben szerepel. Mivel azonban Mark Gatiss meglehetősen sovány színész, így egy kicsit rá is játszottak a dologra, a karaktert ugyanis mesterségesen kellett kövéríteni.
- A Reichenbach-vízesés jelenetében a múltbeli John Watson meglepődik azon, hogy Sherlock John-nak nevezi. Ez azért van, mert az eredeti történetekben a szereplők többnyire a vezetéknevükön szólították egymást, ebben a TV-sorozatban azonban a keresztnevükön, érzékeltetve az idők változásait. A múltbeli Watsonnak ez fel is tűnik, mert a következő megjegyzése az, hogy felismeri a saját irományát.
- Ugyancsak a Reichenbach-jelenetben hangzik el a szállóigévé vált mondat: „Elementary, my dear Watson” (Egyértelmű, drága Watsonom), amely a Doyle-történetekben egyénként sohasem szerepelt, de a későbbi színházi, rádiós és filmes produkciókban rendre felbukkant.